# Тродена
Тродена (итал. Trodena) је насеље у Италији у округу Болцано, региону Трентино-Јужни Тирол.
Према процени из 2011. у насељу је живело 658 становника. Насеље се налази на надморској висини од 1130 м.

## Становништво
Према резултатима пописа становништва 2011. у општини је живело 1.021 становника.
| 1931. | 1936. | 1951. | 1961. | 1971. | 1981. | 1991. | 2001. | 2011. |
| ----- | ----- | ----- | ----- | ----- | ----- | ----- | ----- | ----- |
| 975   | 978   | 907   | 988   | 979   | 938   | 946   | 957   | 1.021 |